# Cité de l'Or

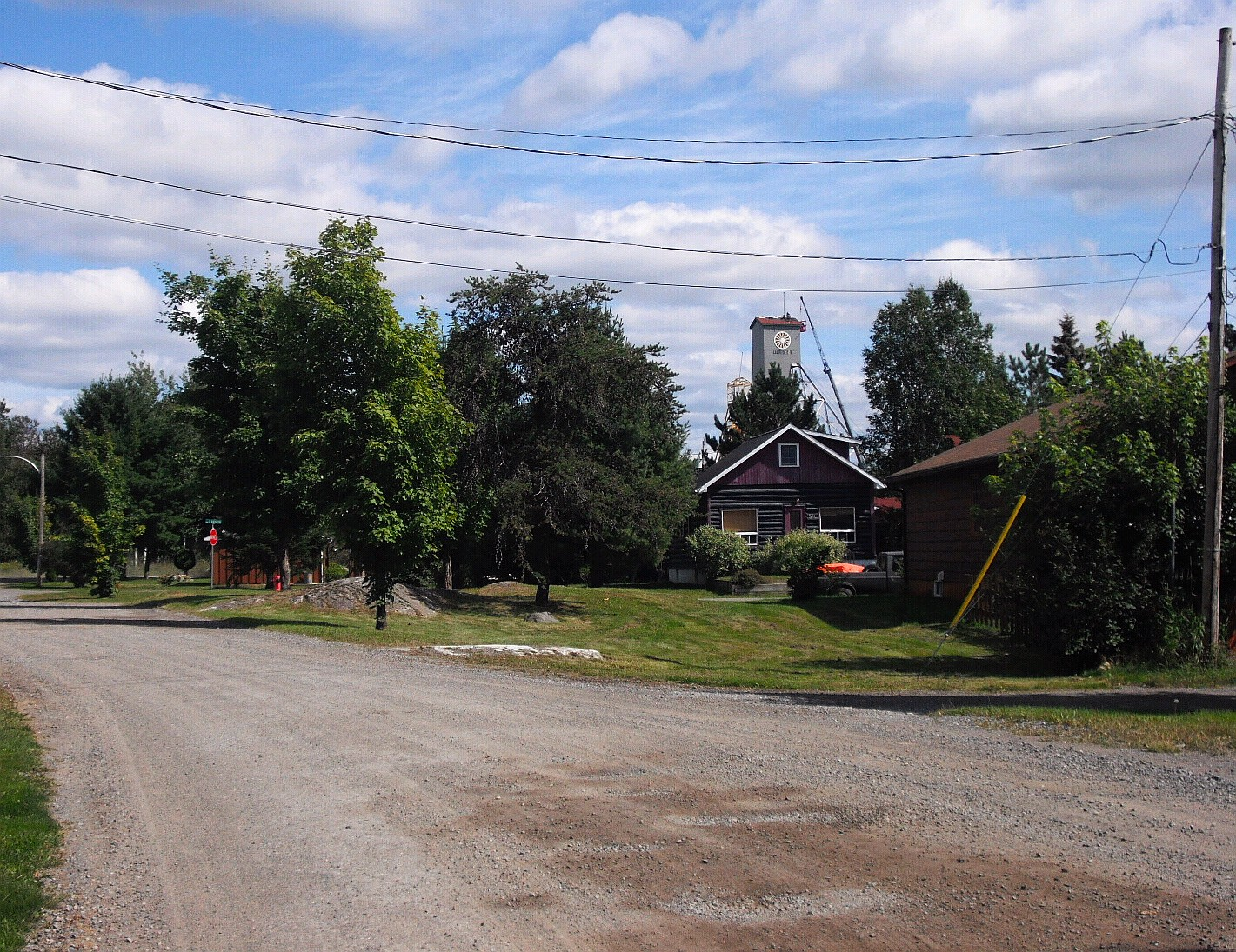
Ancien village minier de Bourlamaque.

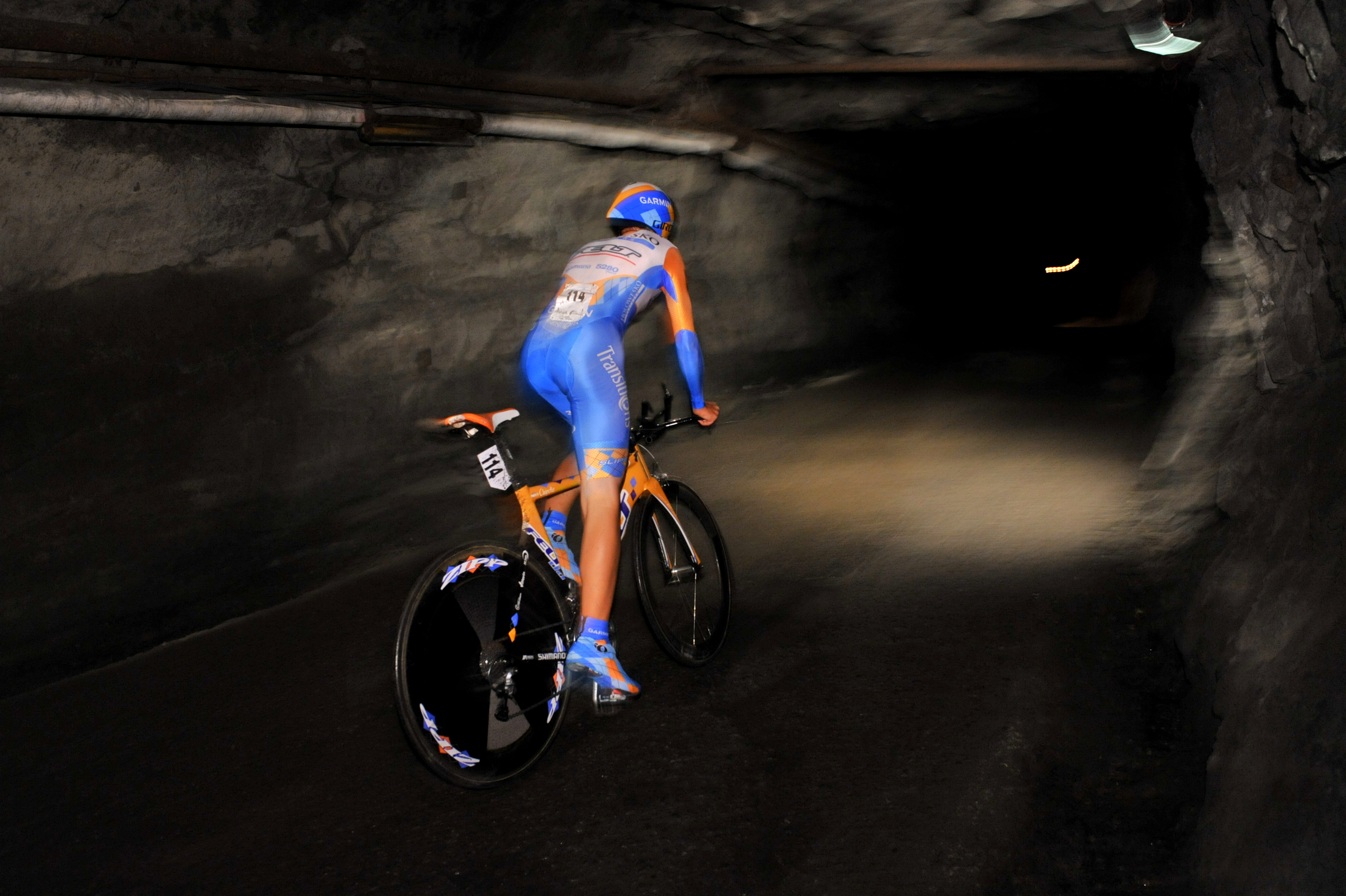
Tour de l'Abitibi, étape souterraine.

La Cité de l'Or est un site touristique situé à l'entrée est de la ville de Val-d'Or, en Abitibi-Témiscamingue (Québec). Il s'agit du seul site historique au Canada permettant aux visiteurs d'explorer sous terre une mine d'Or - l'ancienne mine Lamaque. L'institution de la Cité de l'Or se compose aussi du village minier Bourlamaque, qui est toujours habité. Le site de l'ancienne mine Lamaque dévoile aux touristes la ruée vers l'or en Abitibi à partir des années 1920. Il comporte plusieurs attractions faisant découvrir particulièrement le métier de mineurs.

## Histoire de la mine Lamaque

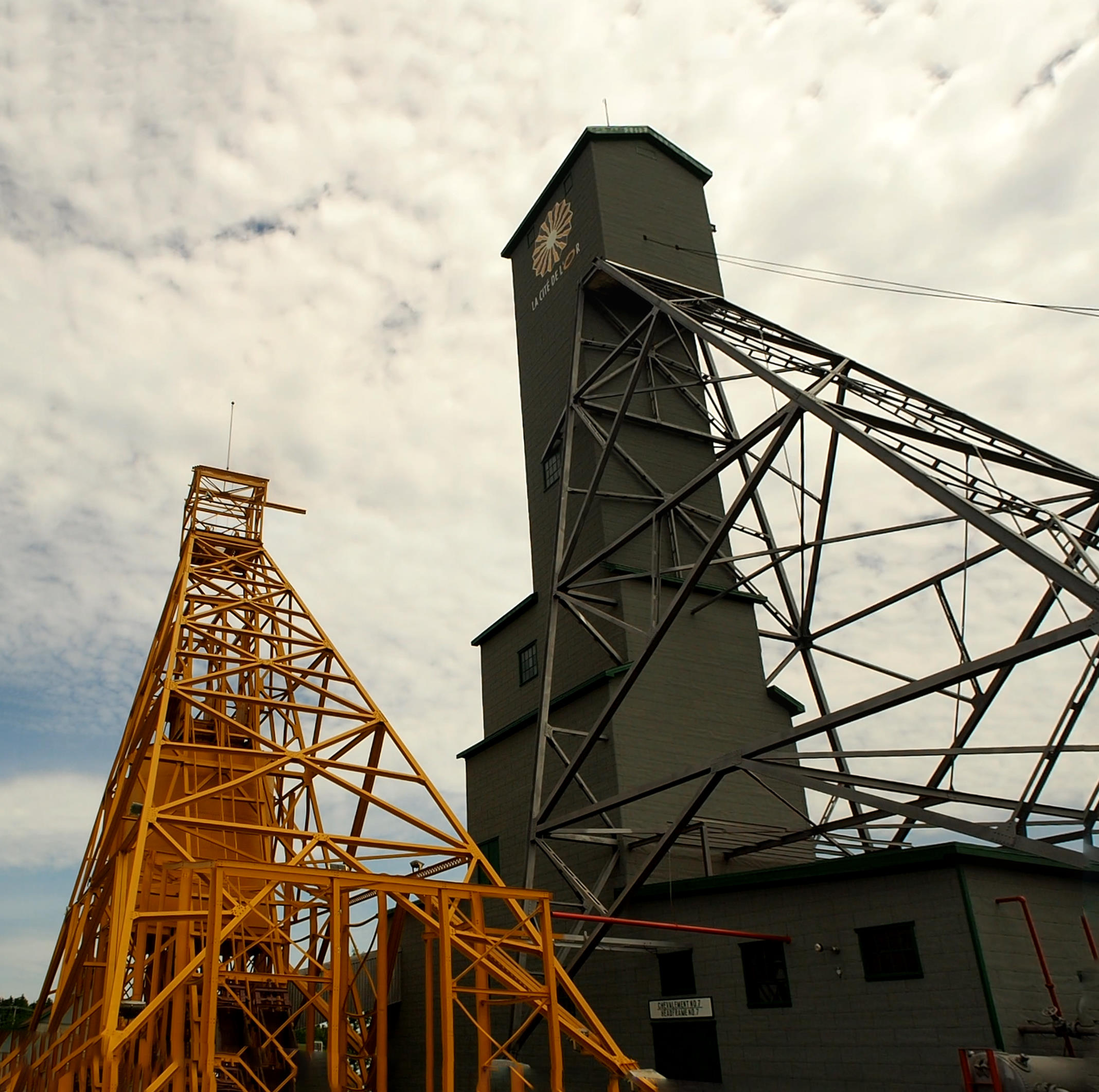
Les chevalements numéros 6 et 7 de la mine Lamaque.

La mine Lamaque s'inscrit dans la deuxième phase du boom minier en Abitibi, la première ayant été autour de Rouyn-Noranda. Lamaque constituait la première mine à ouvrir à Val-d'Or.   
Vers 1923, les gisements de la mine furent découverts par Robert C. Clark, lequel a particulièrement compté sur l'aide du guide Anicinabe Gabriel Commanda, natif de Kitigan Zibi. Les gisements comportaient alors une grande quantité de quartz aurifère. C'est ainsi que le groupe minier Lamaque Gold Mine fut fondé en 1932. Entre 1934 et 1938 furent construites les installations pour la mine. Son gisement a été exploité entre 1935 et 1985.  En 1938, Lamaque fut dès lors considérée comme l'une des mines de gisements de fer et de production d'or les plus riches au Québec. Cette mine joua un rôle particulièrement important dans le développement de la ville de Val-d'Or, en favorisant notamment la construction de voies ferrées et de routes.  
En 1941, 700 ouvriers travaillaient à la mine Lamaque. Cependant, en raison de la Seconde Guerre mondiale, la pénurie de main-d'œuvre se fit sentir. La reprise s'amorça en 1947 avec l'arrivée de travailleurs immigrants.  
En 1985, la mine annonça la fin de traitement du minerai et, en 1989, elle ferma officiellement. En 1993, après le démantèlement de bâtiments de la mine Lamaque, le milieu se mobilisa pour protéger le site. C'est ainsi que la ville de Val-d'Or fit l'acquisition de plusieurs bâtiments et équipements pour les rendre à la Corporation du village minier de Bourlamaque, qui fit de ce site un lieu d'interprétation.  
Créé en 1995, ce centre d'interprétation permet aux gens de visiter les installations désaffectées de la mine Lamaque, une ancienne mine d'or.  
En octobre 2000, le groupe La Chicane a lancé un disque à cet endroit. 
Pendant plusieurs années, le contre-la-montre individuel du Tour de l'Abitibi s'est déroulé en partie dans une galerie souterraine de la mine Lamaque, située à 300 pieds (91 mètres) sous terre. Les cyclistes devaient faire l'ascension de la galerie et la rampe d'accès (une pente de 17 %) pour ensuite courser dans les rues de Val-d'Or.
Depuis 1998 a lieu au début juillet sur la scène extérieure de la Cité de l'Or, les soirées-galas du Festival d'humour de l'Abitibi-Témiscamingue. 
En 2007, la Cité de l'Or devient également un endroit de formation pour les futurs mineurs.

## Protection et mise en valeur
La Cité de l'Or est classée comme site historique et patrimonial. Le lieu présente un grand intérêt pour sa valeur architecturale. Ses édifices nous renseigne particulièrement sur les méthodes de constructions employées au cours des années 1930. Tandis que plusieurs anciennes mines ont vu leurs équipements détruits avec l'évolution de la technologie, celle de Lamaque a pu conserver ses structures et vestiges de grande valeur à la suite de l'action du milieu de Val-d'Or.  
Le lieu comprend aussi une collection d'artéfacts, en particulier d'objets industriel, d'une grande richesse patrimoniale. La visite du site permet de descendre à 91 mètres sous terre pour y observer des machineries et outils patrimoniaux. 
Ce site historique est également membre du Réseau muséal de l'Abitibi-Témiscamingue. Son directeur général est Claude Giguère. 